# Акаев, Кубаныч
Кубаныч Акаев (7 ноября 1919, Кызыл-Суу, Пишпекский уезд, Семиреченская область, Туркестанская АССР, РСФСР — 19 мая 1982, Фрунзе, Киргизская ССР) — советский киргизский поэт, журналист и переводчик, член Союза писателей СССР (с 1943 года), заслуженный работник культуры Киргизской ССР (с 1979 года).

## Биография
Родился в 1919 году в селе Кызыл-Суу (ныне — Кеминский район, Чуйская область) в семье крестьянина.
Окончив в 1938 году Чуйскую среднюю школу, он поступил в Киргизский государственный педагогический институт, но вскоре из-за болезни был вынужден оставить занятия.
Его трудовая деятельность началась с 1939 года; В 1939—1941 годах работал в редакциях газет «Кызыл Кыргызстан», «Пионеры Кыргызстана», журнала «Адабият жана искусство», с 1941 года по 1949 год был ответственным редактором литературно-драматического вещания Киргизского радио, главным редактором Фрунзенской студии кинохроники (ныне Киргизфильм), в 1949—1953 был ответственным секретарём журнала «Советик Кыргызстан», в 1953—1965 старшим редактором художественной литературы Киргизского государственного издательства, а с 1965 по 1980 годы был директором Литературного фонда Союза писателей Киргизии.
Поэтическая деятельность Кубаныча Акаева началась в 1938 году. В это время его стихотворения стали появляться на страницах республиканских газет и журналов, а уже в 1941 году вышел его первый сборник «Набат». Во время Великой Отечественной войны он выпустил два сборника стихотворений и поэм («Тайна сердца», 1943; «Салют», 1944). В послевоенное время в печати вышло пять сборников стихотворений и поэм — «Стихотворения» (1946), «Горные стихи» (1948), «Повесть о счастье» (1953), «Утро счастья» (1956) и переведённая на русский язык «Горная песня» (1957). Кубаныч Акаев также являлся автором книг для детей. Так, в 1954 году Киргизгосиздатом был выпущен его сборник стихотворений «Фрунзе — столица Киргизии», а в 1955 году вышел сборник «Дружба». В 1957 году в переводе на русском языке вышел его сборник «Юным друзьям». В 1958 году на киргизском языке вышел в свет его сборник стихов и поэм «Гимн счастью», посвящённый сорокалетию Октябрьской революции. Кубаныч Акаев вёл и переводческую деятельность: им были сделаны переводы на киргизский язык произведений Райниса, М. Турсун-заде, Ш. Петёфи, А. Суркова, В. Самеда, К. Чуковского и других. Его переводы М. Турсун-заде исследователи считают достижением в киргизском переводческом искусстве, так как он был из тех, кто соблюдал правила, «адекватно передающие идейное содержание и художественные особенности творчества поэта». В 1966 году, в честь 800-летия со дня рождения Шота Руставели, Кубаныч Акаев посвятил этому событию стихотворение «Счастье дружбы», своеобразно, как отметили исследователи, поведав «о широкой и полноводной реке грузинской поэзии», у истоков которой «сияет гений» автора «Витязя в тигровой шкуре». Печатался в «Мурзилке» и «Огоньке»".
Скончался Кубаныч Акаев 19 мая 1982 года. У Кубаныча Акаева был сын Нурлан Акаев (1944—2021), ставший телеоператором и кинорежиссёром.

## Критика
В 2012 году, член Союза кинематографистов СССР А. И. Битюков, отметил, что Кубаныч Акаев «пламенный патриот, отменный чтец дикторских текстов и стихов», который до конца жизни оставался «жизнелюбивым поэтом-оптимистом, автором детских книг и переводов».

## Награды и звания
- Орден «Знак Почёта»[10];
- Медаль «За трудовое отличие»[10];
- Медаль «За доблестный труд в Великой Отечественной войне 1941—1945 гг.»[10];
- Заслуженный работник культуры Киргизской ССР (с 1979 года)[10][11];
- Почётные грамоты Верховного Совета Киргизской ССР[10].